# San Rafael del Río
San Rafael del Río – gmina w Hiszpanii, w prowincji Castellón, we wspólnocie autonomicznej Walencja, o powierzchni 21,15 km². W 2011 roku liczyła 556 mieszkańców.